# Gassiera

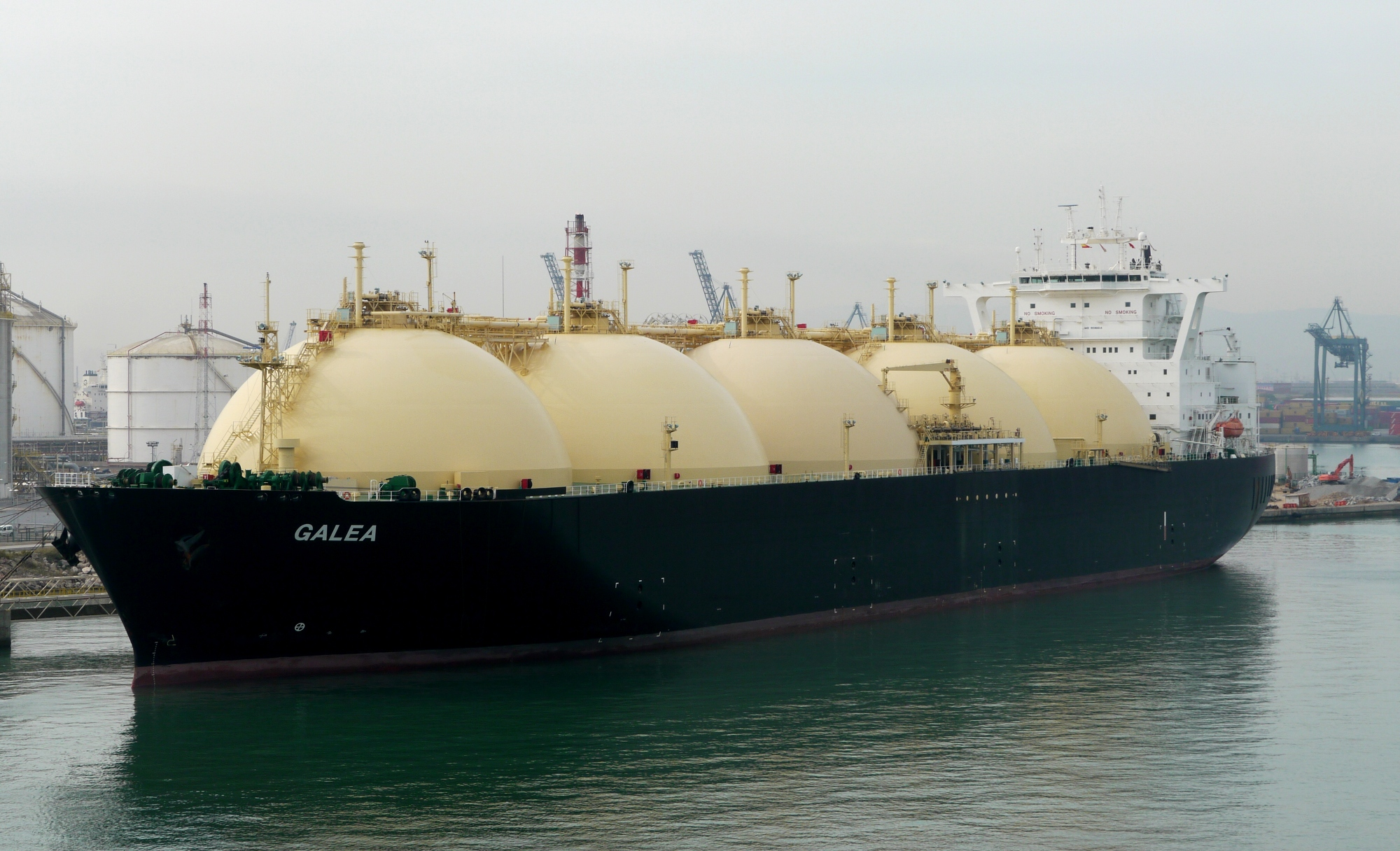

La gassiera è un tipo di nave cisterna costruita o adattata al trasporto dei prodotti gassosi allo stato liquefatto elencati nel
capitolo 19 del codice internazionale dei trasportatori di gas (IBG code) come gas di petrolio liquefatto (propano, butano e piccole quantità di propene e butene.). Nell'ambito internazionale è nota coi nomi in inglese di lpg tanker (dove "lpg" sta per liquefied petroleum gas), gas tanker o gas carrier.

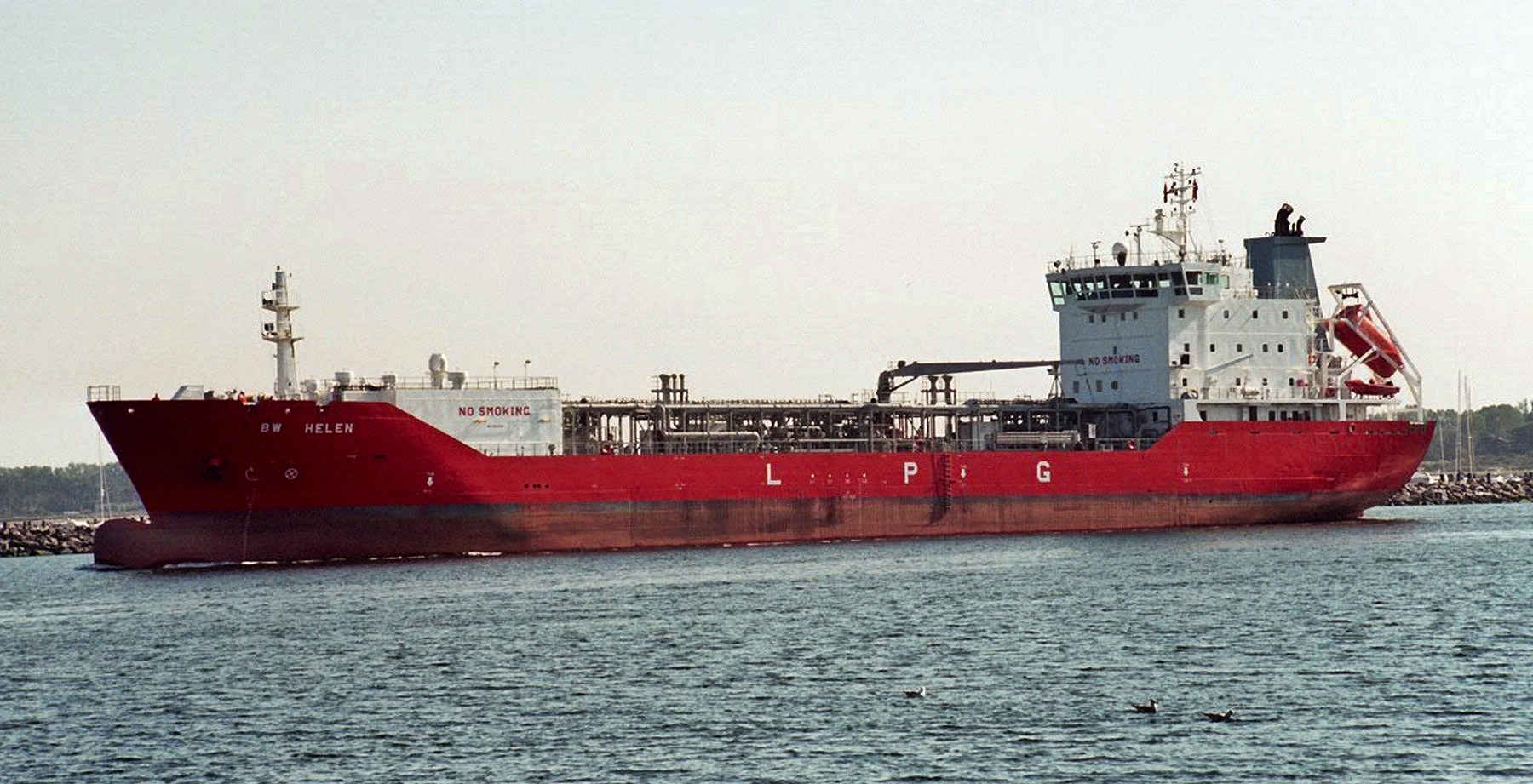
Una gassiera in uscita dal porto di Rostock.

Il gas allo stato liquido viene trasportato in cisterne prismatiche, cilindriche o bilobate isolate dalle strutture della nave e coibentate esternamente con isolante termico.
A seconda del tipo vengono classificate come 
- "completamente refrigerate" - il gas è trasportato e mantenuto a pressione atmosferica
- "semi-refrigerate" - in grado di trasportare il prodotto sia in condizioni completamente refrigerate che sotto pressione.

Un terzo tipo (solo a pressione) è ormai scarsamente utilizzato e trattasi di navi di piccole dimensioni.
I serbatoi, che specialmente su navi per trasporto completamente refrigerato raggiungono volumi di migliaia di metri cubi, sono posizionati all'interno della struttura della nave ma isolati con accorgimenti vari dalle strutture stesse per evitare stress termici. Tali navi sono provviste di sistemi (impianti di reliquefazione) per il recupero del "boil-off" del prodotto trasportato o per il raffreddamento dello stesso. Lo scarico avviene in genere a mezzo di pompe immerse posizionate nei serbatoi.
Tra le navi destinate al trasporto merci in grandi quantità è probabilmente il tipo più complesso e sofisticato attualmente in esercizio. La normativa per la costruzione di queste navi è regolato dall'"IMO gas code" che prescrive caratteristiche strutturali, norme di sicurezza, valori riempimento serbatoi, strumentazione ecc. Oltre a quanto previsto dai vari registri nazionali. Ulteriori dettagliate informazioni, oltre al già citato "IMO gas code", reperibili, fra le altre, sulla pubblicazione "liquefied gas handling principles".